# Aleš Veselý
Pour les articles homonymes, voir Veselý.
Aleš Veselý, né le 3 février 1935 à Čáslav, et mort le 14 décembre 2015 à Prague en République tchèque, est un sculpteur tchèque.

## Biographie
Entré à l'Académie des beaux-arts de Prague en 1952, Aleš Veselý en devient professeur dès 1990.
Aleš Veselý a commencé son travail de sculpteur avec les objets en 1959. Sa particularité est d'utiliser des matériaux peu communs comme le sable, le bois, les textiles, des débris de métaux, etc. Son but était d'exprimer la « réalité authentique » tout comme l'art informel européen.
La journaliste d'art américaine Grace Glueck écrit : « Aleš Veselý pense en termes grands, monumentaux. Ses matières sont des rochers faits de nature et même des montagnes, combinées avec les structures d'acier. Heureusement, il est un dessinateur doué, dessinant ses projets, construits ou non construits, avec un tel flair que même dans leurs deux dimensions, ils ont une présence vive… »

## Prix et récompenses
- 1965 : Critics Award pour sa sculpture The Chair Usurper, 4e Biennale de Paris.
- 1969 : The Mathias Braun Awards pour Kaddish à la Sculpture and city exhibition, Liberec.
- 1994 : The Chicago Prize, fondation John David Mooney, Chicago.

## Galerie

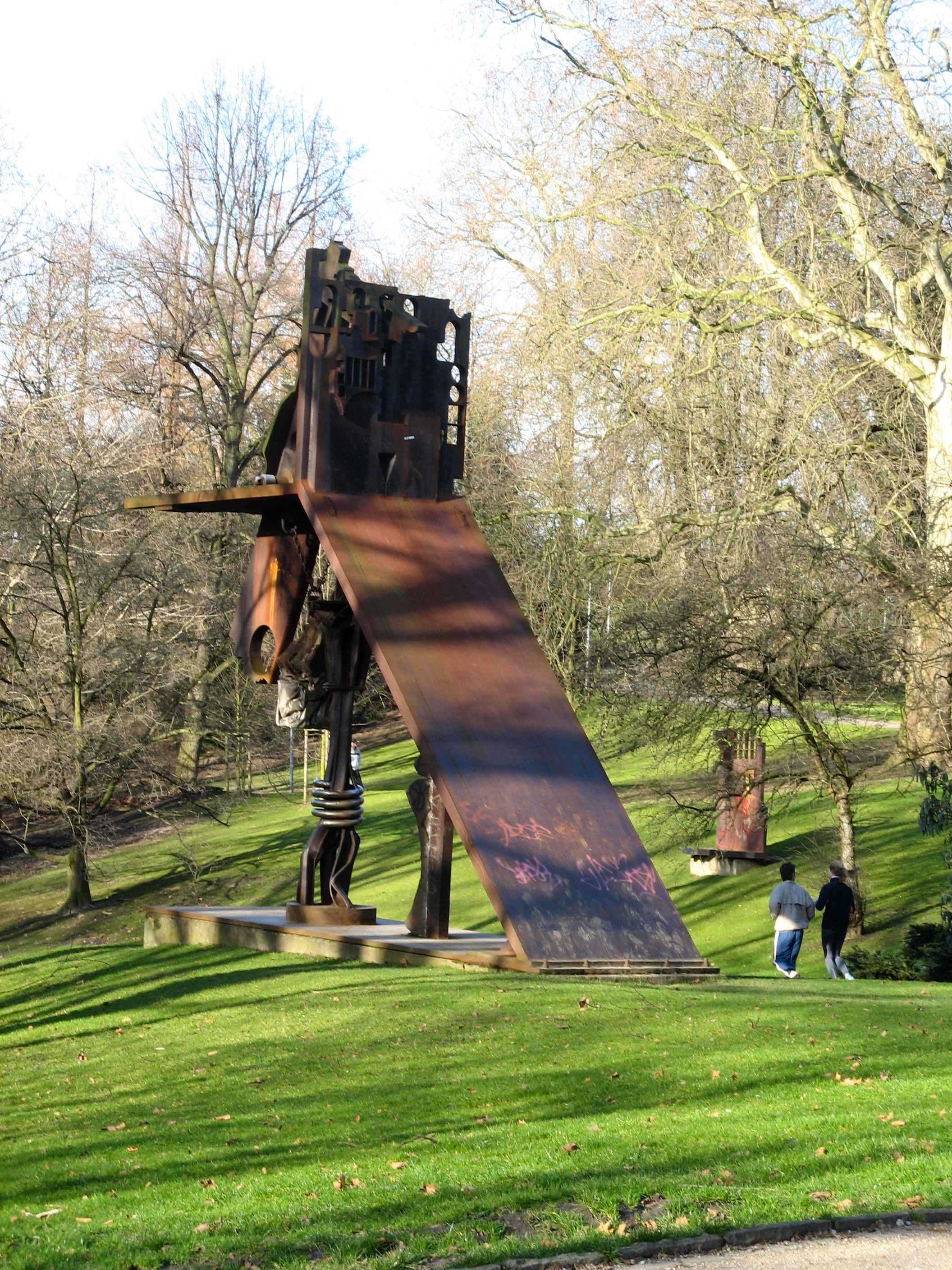
Iron Report à Bochum (1979)
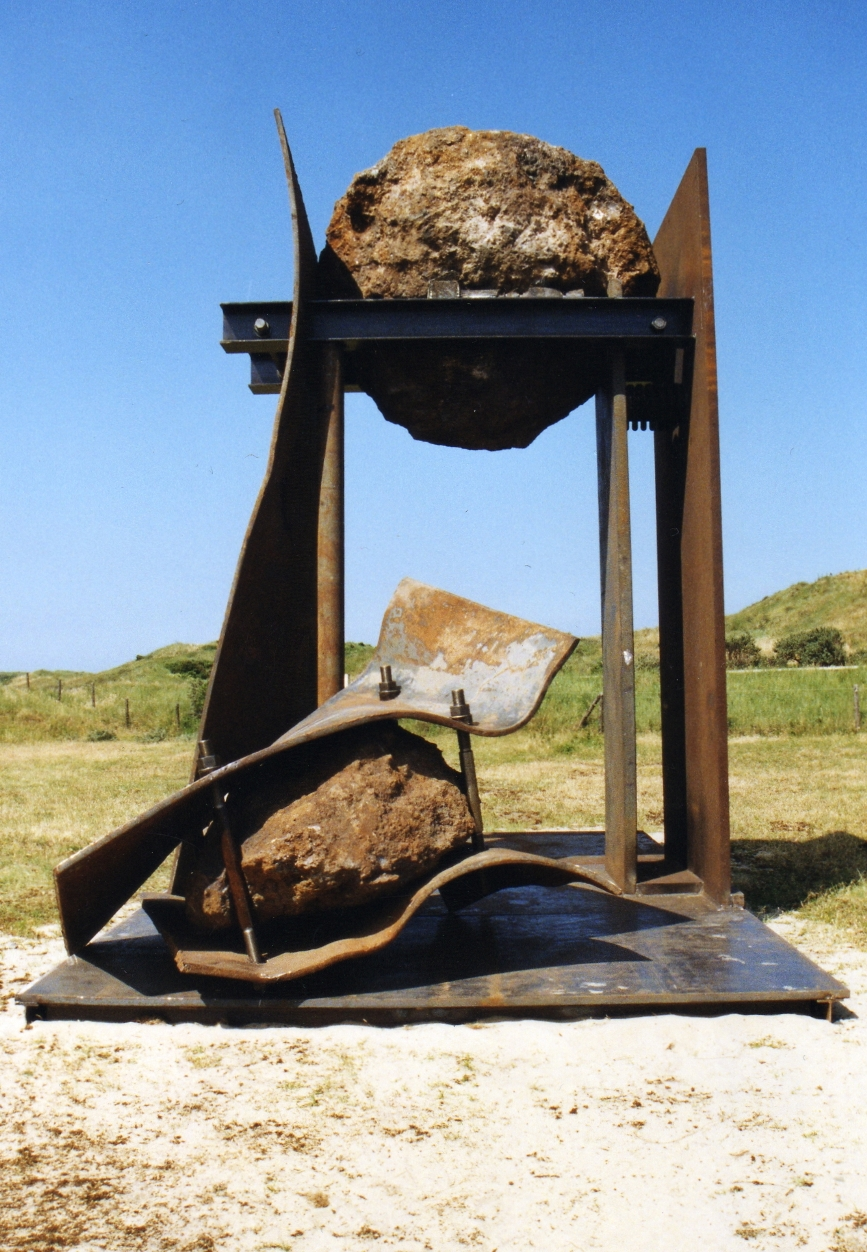
The Messenger à Wijk aan Zee (1999)
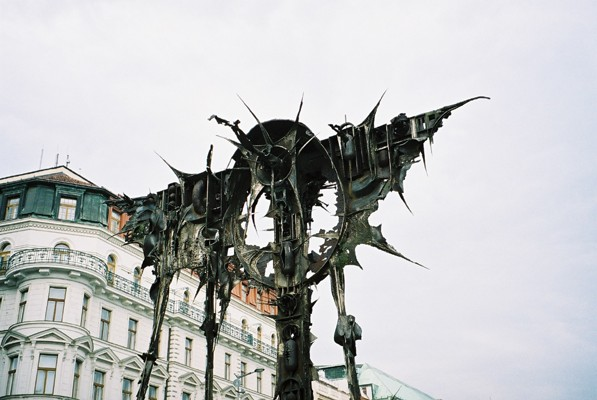
Kaddish à Prague (2006)
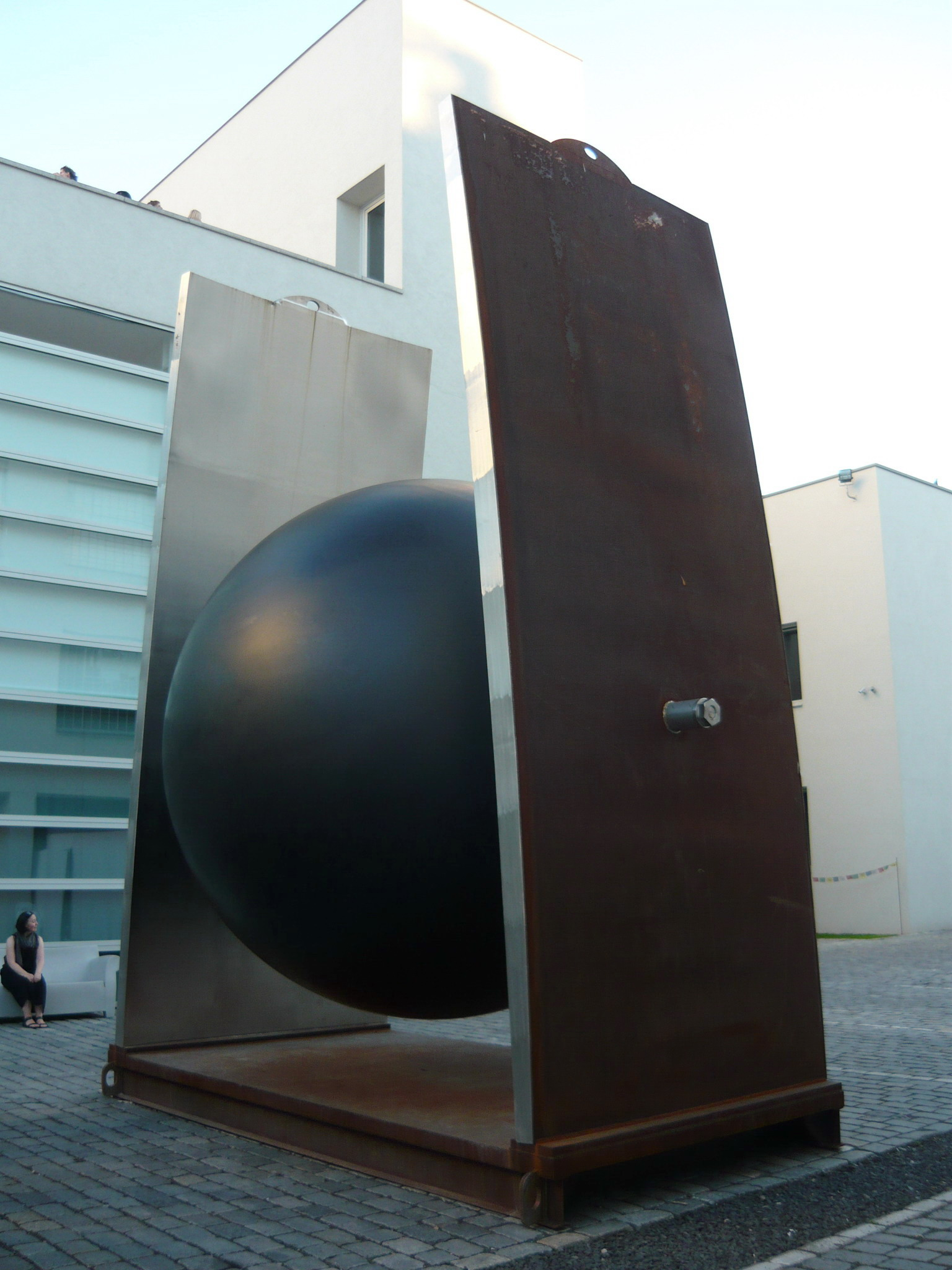
Entrance into Code à Prague (2009)